# Лубяж Іван Хомич
Іван Хомич Лубяж (1885, містечко Невозориха?, Херсонська губернія — розстріляний 21 липня 1938, місто Челябінськ, тепер Російська Федерація) — радянський діяч. Член Центральної контрольної комісії РКП(б) у 1924—1925 роках. Член ВЦВК.

## Життєпис
Народився в родині робітника. Здобув початкову освіту.
Член РСДРП(б) з 1917 року. 
Учасник громадянської війни в Росії.
Перебував на відповідальній роботі в органах контрольної комісії РКП(б) — робітничо-селянської інспекції.
До листопада 1937 року — начальник відділу капітального будівництва заводу «Магнезит» міста Сатка Челябінської області.
1 листопада 1937 року заарештований органами НКВС. 21 липня 1938 року Військовою колегією Верховного суду СРСР засуджений до страти, того ж дня розстріляний.
8 грудня 1956 року посмертно реабілітований ухвалою Військової колегії Верховного суду СРСР.